# HMS Albion (R07)
El HMS Albion (R07) fue un portaaviones ligero de la clase Centaur en servicio con la Royal Navy desde 1954 hasta 1973.

## Construcción
Fue construido por Swan Hunter en Tyne y Wear, Inglaterra. La construcción inició el 22 de marzo de 1944 con la puesta de quilla; y la botadura fue el 16 de mayo de 1947. Entró en servicio el 26 de mayo de 1954.

## Historia de servicio
En 1956 ejecutó operaciones aéreas de combate en Egipto, durante la guerra del canal del Suez. Luego fue convertido en commando carrier en 1961 pasando a realizar operaciones con el Royal Marines Corps. Terminado esto, dedicó su vida operativa a operaciones en Extremo Oriente junto al HMS Bulwark. Pasó a retiro en 1973 y terminó desguazado.